# اوله هاگستروم
اوله هاگستروم (انگلیسی: Olle Häggström; ۴ اکتبر ۱۹۶۷ –) دانشمند در زمینه آمار ریاضی اهل سوئد بود. هاگستروم دکترای خود را در سال ۱۹۹۴ در دانشگاه صنعتی چالمرز با استاد راهنما جفری استیف به دست آورد. او در سال ۱۹۹۷ دانشیار همان دانشگاه و در سال ۲۰۰۰ استاد آمار ریاضی در دانشگاه گوتنبرگ شد. در سال ۲۰۰۲ به عنوان استاد در دانشگاه صنعتی چالمرز بازگشت. او عمدتاً در مورد نظریه احتمال مانند زنجیره‌های مارکوف، نظریه نفوذ و سایر مدل‌ها در مکانیک آماری تحقیق می‌کند.

## اینجا اژدها باشید
او در کتاب اینجا اژدها باشید: علم، فناوری و آینده بشریت (از طریق انتشارات دانشگاه آکسفورد) تلاشی برای تهیه نقشه راهی از خطرات احتمالی که می‌تواند با فناوری‌های مختلف در حال ظهور مرتبط باشد منتشر کرد: «نمی توان انکار کرد که پیشرفت‌ها در علم و فناوری برای ما رفاه به ارمغان آورده‌است و زندگی ما را به طرز فوق‌العاده ای بهبود بخشیده‌است… اما یک طرف دیگر وجود دارد: برخی از پیشرفت‌هایی که ممکن است در پیش روی ما باشد در واقع می‌تواند وضعیت ما را بدتر کند.»
هاگستروم در مورد پیشرفت انسان استدلال می‌کند که هر افزایشی، از هورمون‌های رشد گرفته تا تقویت شناختی، می‌تواند یک «مسابقه تسلیحاتی» را تشویق کند که در آن همه از ترس عقب افتادن مجبور به شرکت در آن هستند: «سخت است تصور کنیم ایالات متحده در سکوت بی‌حرکت بنشیند و تماشا کند. یک پیشرفت شناختی که می‌تواند چین را به فرمانروای نظامی جهان تبدیل کند.» در مورد مهندسی آب‌وهوا، هاگستروم یک شکل پیشنهادی از مهندسی آب‌وهوا را مورد بحث قرار می‌دهد که شامل پمپاژ مداوم دی‌اکسید گوگرد به جو برای مقابله با گرمایش جهانی است، و هشدار می‌دهد که اگر نسل آینده قادر به ادامه پمپاژ نباشد، این می‌تواند خطر فاجعه بار افزایش دما را ایجاد کند. در مورد فناوری نانو، هاگستروم در مورد نگرانی‌هایی در مورد نانوربات‌های خود-تکثیر شونده و همچنین پتانسیل فناوری‌های نوظهور تولیدی برای خنثی کردن اقدامات کنترل اسلحه موجود و افزایش شدید مقادیر تسلیحات موجود و ایجاد کلاس‌های جدید بی‌ثبات کننده از سلاح‌ها بحث می‌کند.
 موضوعات دیگر عبارتند از فجایع آخرالزمانی از آزمایش‌های فیزیک با انرژی بالا، و همچنین از هوش مصنوعی پیشرفته: هاگستروم سناریویی را ارائه می‌کند که در آن یک رایانه فوق‌هوشمند، با هدف به حداکثر رساندن شادی در جهان، محاسبه می‌کند که موجودات ذی‌شعور کمتر از نیمی از زمان را از بین می‌برد و تمام زندگی باهوش را از بین می‌برد تا مجموع شادی موجود را یک عدد منفی به صفر برساند. هاگستروم همچنین جستجو برای هوش فرازمینی را مورد انتقاد قرار می‌دهد و از تلاش‌های «بی‌دلیل بی‌پروا» برای برقراری ارتباط با بیگانگان انتقاد می‌کند.
در یک بررسی مثبت در نیو ساینتیست، یک منتقد این سؤال را مطرح می‌کند: اگر توصیه‌های فرازمینی می‌توانست ما را از خطر دیگری نجات دهد، و ما با نپرسیدن تمدن را محکوم به فنا کنیم، چه؟ و هشدار می‌دهد که جواب آسانی برای این سوالات وجود ندارد.